# Steppin' out
「Steppin' out」（ステッピン アウト）は、FLOWのメジャー30枚目、通算34枚目のシングル。2016年1月20日にKi/oon Musicから発売された。

## 概要
- 前作から約5ヶ月ぶりのメジャー30枚目シングル盤。
- 収録曲「Steppin' out」は、独立UHF系アニメ「デュラララ!!×2 結」のオープニング主題歌。
- 初お披露目は、2015年12月15日のネット生配信番組「クライマックス放送緊急特番 デュラララ✕生」にて、アニメーション映像付きで公開された。
- CDは、通常盤、初回生産限定盤、期間生産限定盤（アニメ盤）の三種類。
期間生産限定盤（アニメ盤）には、TVサイズのトラックがあり、1曲多く構成されている。デジタル配信でも各所で販売している。
- 2016年2月3日発売、10枚目のオリジナルアルバム「#10」にも、リードナンバーとして収録している。
- CD売上初動約0.3万枚。前作「虹の空」から同水準の売上枚数。[3]

## 収録曲

### 初回生産限定盤・通常盤
1. Steppin’ out ［4:13］  
作詞：Kohshi Asakawa　作曲：Takeshi Asakawa　編曲：FLOW & toku(GARNiDERiA) 
独立UHF系アニメ「デュラララ!!×2 結」オープニング主題歌。 編曲にtoku(GARNiDERiA)を迎えたアッパーチューン。
tokuのアレンジが色濃く出た一曲であり、サビ中のソカのリズムも自身の発案である。
tokuは、リリース前にtwitterでFLOWが南米ツアーを敢行しているのを見て、ラテンのリズムを入れてみたくなったと音楽ナタリーのインタビューで語っている。[4]
また、2番のAメロ、突如3拍子になるアレンジも自身の発案で、
竜ヶ峰帝人役の豊永利行は、物語で描かれる非現実と現実の入れ替わりを2番Aメロから感じ、そこにデュラララ!!感を感じると、リスアニのインタビューで語っている。[5]
tokuのかつてないアレンジにより、FLOW、GARNiDERiAにもない独特な1980年代臭のダンスチューンが仕上がった。
2. 蒼き惑星  ［4:04］  
作詞：Keigo Hayashi　作曲：Takeshi Asakawa　編曲：FLOW & nishi-ken
作詞はKEIGOが担当している。編曲は、前作「虹の空」に続き、nishi-kenが担当している。
3. 虹の空 -Beautiful Sky mix- ［4:54］  
作詞：Kohshi Asakawa　作曲：Takeshi Asakawa　編曲：コイチ（ピアノアレンジ）
前作、「虹の空」のしっとりとしたピアノアレンジ版。編曲は、インストバンドSAWAGIのキーボディストコイチが担当している。
4. Steppin' out -Instrumental-  ［4:13］  
作曲：Takeshi Asakawa　編曲：FLOW & toku(GARNiDERiA)

### 期間生産限定盤/アニメ盤
1. Steppin’ out ［4:13］  
作詞：Kohshi Asakawa　作曲：Takeshi Asakawa　編曲：FLOW & toku(GARNiDERiA)
2. 蒼き惑星  ［4:04］  
作詞：Keigo Hayashi　作曲：Takeshi Asakawa　編曲：FLOW & nishi-ken
3. 虹の空 -Beautiful Sky mix- ［4:54］  
作詞：Kohshi Asakawa　作曲：Takeshi Asakawa　編曲：コイチ（ピアノアレンジ）
4. Steppin' out -TV Size-  ［1:53］  
作詞：Kohshi Asakawa　作曲：Takeshi Asakawa　編曲：FLOW & toku(GARNiDERiA)
独立UHF系アニメ「デュラララ!!×2 結」放送尺バージョン。期間生産限定盤/アニメ盤にしか収録されていない。
5. Steppin' out -Instrumental-  ［4:13］  
作曲：Takeshi Asakawa　編曲：FLOW & toku(GARNiDERiA)

## 初回版DVD

### 初回生産限定盤
1. Steppin' out (Music Video)
監督は、前作「虹の空」から引き続きムラカミタツヤ監督が指揮を取った。
撮影は、早朝の駐車場、疾走感を出すべくドーベルマンが登場しているが、カメラに迫ったり、追い越したりと思うようなシーンを撮るのに苦悩したとめざましテレビにて紹介された。
2. Steppin' out (Music Video Making)

### 期間生産限定盤/アニメ盤
1. TVアニメーション 「デュラララ!!×2」 特別映像 FLOW Ver.